# Secondary Security Screening Selection

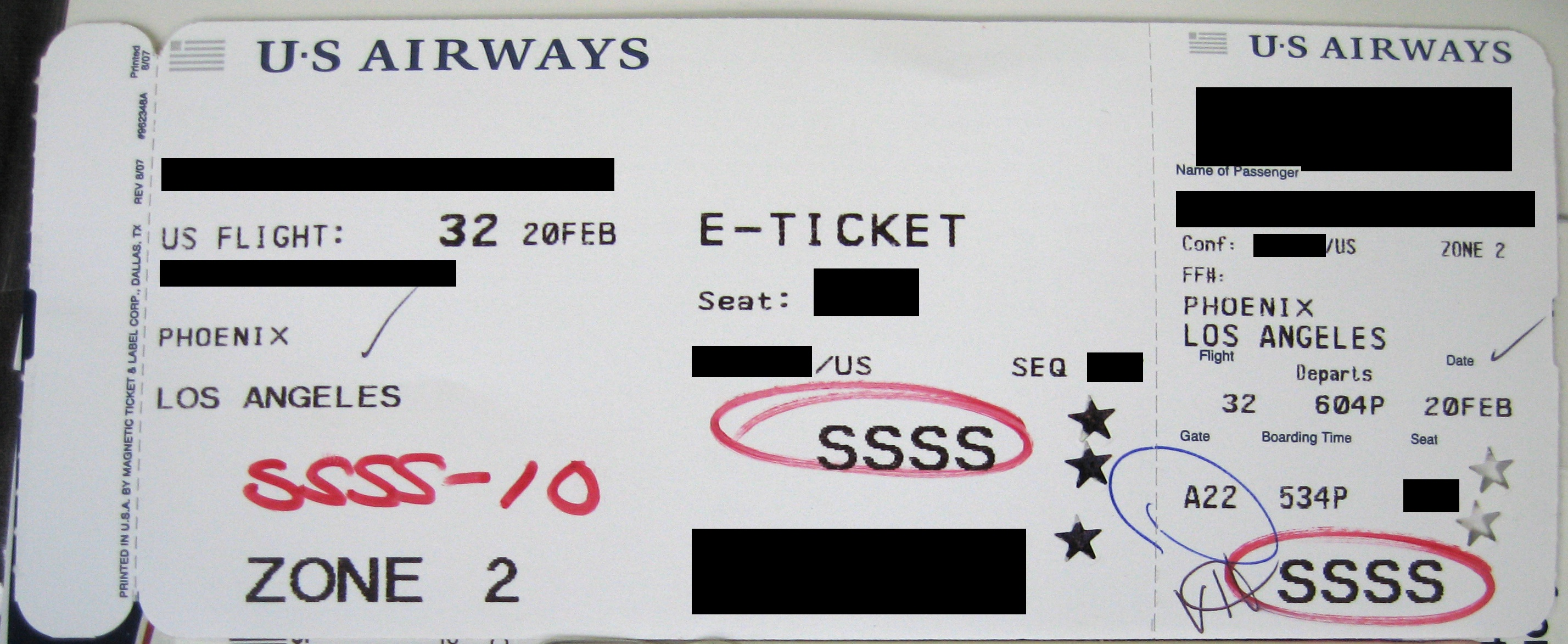
Carte d'embarquement d'un passager soumis au secondary security screening.

La Secondary Security Screening Selection (littéralement : sélection pour dépistage secondaire de sûreté) ou Secondary Security Screening Selectee (littéralement : sélectionné pour dépistage secondaire de sûreté), connue par son acronyme SSSS, est une procédure de sûreté dans les aéroports américains qui sélectionne des passagers pour inspection supplémentaire. Des personnes provenant de certains pays sont automatiquement sélectionnées. Les passagers peuvent être identifiées par les termes Selectee, Automatic Selectee ou Selectee list. La taille de la liste globale varie et son contenu est secret. Néanmoins, la Transportation Security Administration (TSA) indique qu'elle comprend des dizaines de milliers de noms.
Selon des groupes de défense des droits civils, la selectee list viole le droit à la vie privée et pourrait servir à la discrimination raciale.